# Retrat de Willem van Heythuysen
Retrat de Willem van Heythuysen és un quadre del pintor neerlandès Frans Hals. Està realitzat en oli sobre tela. Va ser pintat cap a 1625-1630, i actualment es troba a l'Alte Pinakothek, de Múnic, que el va adquirir el 1969 de la col·lecció Liechtenstein, Vaduz; s'exhibeix a la pinacoteca bavaresa amb el títol de Bildnis des Willem van Heythuysen.
Es tracta d'un dels retrats típics de Hals, en el qual es representa Willem van Heythuysen, mercader que va amassar la seva fortuna com a comerciant de fil a Haarlem. Era un estricte calvinista, i va fundar en la ciutat dos asils, uns dels quals encara existeix.
El ric mercader posa a la manera dels aristòcrates, amb un peu avançat i la mà a l'empunyadura de l'espasa, en una actitud de confiança en si mateix, gairebé arrogant. Darrere d'ell, una cortina vermella tapa una porta, que potser és l'entrada a l'antic temple de Mart, tancat en temps de pau. Tant el roser com el full de parra que apareix a terra i la parella d'amants simbolitzen la fugacitat, i són un record de l'esforç que costa l'obtenció dels béns terrenals.
El burgès és representat com una persona important, amb una vestimenta massa noble i envoltat de coses belles. El sentit últim d'aquest tipus de retrat pot ser posar en evidència la vanitat de vanitats, la vida com una mascarada efímera, com indiquen especialment les roses pansint-se a terra.